# لاري ترافيس
لاري ترافيس (بالإنجليزية: Larry Travis)‏ هو عالم حاسوب أمريكي، ولد في 5 يونيو 1929 في نبراسكا في الولايات المتحدة، وتوفي في 14 أغسطس 2017.